# 빌럼 멩엘베르흐
요셉 빌헬름 멩겔베르크(Josef Willem Mengelberg, 1871년 3월 28일 ~ 1951년 3월 21일)는 네덜란드의 지휘자이자 피아니스트였다. 독일의 쾰른에서 피아노와 지휘 공부를 한 뒤, 1891년 스위스 루체른에서 지휘자로 데뷔하여 스위스, 독일, 오스트리아, 네덜란드, 미국 등지에서 지휘자로 주로 활동하였다. 낭만주의적 성향을 고수하였다.

## 전기
독일계 네덜란드인 집안에서 태어났다. 1921년부터 1930년까지는 뉴욕 필하모닉과 합병하기 직전의 뉴욕 미국 국립교향악단의 객원지휘자가 되었고, 1926년부터는 뉴욕 필하모닉 오케스트라의 상임지휘자로 활동했으며, 이 기간 중 뉴욕 필하모닉의 상임지휘자로 있던 아르투로 토스카니니(1926~1930)의 보조 지휘자로도 활동했다. 아르투로 토스카니니와는 절친하면서도 그는 낭만주의 경향을 고수했고, 토스카니니는 원작자의 의도를 중시했다. 그의 충고에서 시작되어 토스카니니는 작곡자의 정확한 의도 전달이 중요하다 했고, 그는 독일적인 지휘 방식과 베토벤의 직계 문하생들의 의견을 존중하자고 하는 등의 논쟁은 유명하였다.
한때 나치에 협력했다는 이유로 종신추방형을 선고받았다가 임종 직전 추방 6년형으로 감형되었다.

## 같이 보기
- 아르투로 토스카니니
- 자코모 푸치니
- 빌헬름 푸르트벵글러
- 구스타프 말러
- 리하르트 슈트라우스
- 브루노 발터
- 오토 클렘퍼러
- 카를 뵘